# Fizyka komputerowa
Fizyka komputerowa – dział nauk ścisłych zajmujący się zastosowaniem komputerów i ich możliwości w badaniach fizycznych. Przedmiot jej zainteresowań można z grubsza podzielić na dwie odrębne części:
- teoretyczną fizykę komputerową, której głównym polem działania jest rozwiązywanie problemów fizycznych metodami numerycznymi (i dlatego często sprowadzaną wprost do fizyki obliczeniowej lub fizyki numerycznej),
- doświadczalną fizykę komputerową, która zajmuje się głównie zastosowaniem komputerów w doświadczeniach fizycznych (np. systemami akwizycji danych, sterowaniem pomiarami, elektroniczną aparaturą wyspecjalizowaną i komunikacją z nią).

Początki fizyki komputerowej przypadają na lata 50. XX w.

## Teoretyczna fizyka komputerowa
Przedmiotem badań teoretycznych fizyków komputerowych są wszystkie zagadnienia związane z metodami numerycznymi i ich zastosowaniem. Najważniejszymi obszarami zainteresowań teoretycznej fizyki komputerowej są: metody Monte Carlo i dynamika molekularna.
W metodzie Monte Carlo standardowym narzędziem jest generator liczb pseudolosowych, tj. algorytm generujący liczby, które w przybliżeniu można traktować jako wartości zmiennej losowej opisanej danym rozkładem prawdopodobieństwa. Użycie takiego generatora umożliwia prowadzenie symulacji o charakterze probabilistycznym. Metoda Monte Carlo jest także używana w innych zagadnieniach, np. do obliczania całek wielokrotnych.
W ramach dynamiki molekularnej numerycznie rozwiązywane są równania ruchu wielu ciał. Metoda została zapoczątkowana przez zespół E. Fermiego, J. Pasty i S. Ulama do badania dynamiki układu sprzężonych oscylatorów.
Metody fizyki komputerowej odegrały również wielką rolę w badaniach zjawiska chaosu. Fizyka komputerowa przenika się w niektórych działach z chemią komputerową (obliczeniową). W ramach teoretycznej fizyki komputerowej prowadzone są również badania nad komputerami kwantowymi oraz konstruowaniem algorytmów.
Aktualnie przez teoretycznych fizyków komputerowych prowadzone są również prace nad próbami analizy sieci komputerowych (a więc układów złożonych) przy użyciu aparatu pojęciowego fizyki statystycznej oraz termodynamiki.

## Doświadczalna fizyka komputerowa
Przedmiotem zainteresowań doświadczalnej fizyki komputerowej jest szeroko pojęte zastosowanie komputerów w doświadczeniach oraz komputerowe wspomaganie pomiarów. Głównym polem działania fizyków komputerowych w tej materii jest konstruowanie systemów akwizycji danych – zarówno w ich części sprzętowej, jak i programowej. Systemy akwizycji danych stworzone na potrzeby doświadczeń fizycznych są często adaptowane do zastosowań przemysłowych (monitorowanie i sterowanie pracą urządzeń) oraz medycznych (zbieranie danych z aparatury medycznej).
Doświadczalna fizyka komputerowa zajmuje się również zagadnieniami związanymi z elektroniką, nowymi technologiami telekomunikacyjnymi oraz informatycznymi. Popularnym polem badań fizyków komputerowych jest poszukiwanie, testowanie i konstruowanie prototypów alternatywnych części składowych komputerów (odpowiedników fundamentalnych układów tradycyjnej elektroniki cyfrowej).

## Ogólna fizyka komputerowa
W ramach pola zainteresowań ogólnej fizyki komputerowej można również wyróżnić spory dział zagadnień programistycznych związanych jednocześnie z fizyką, matematyką i informatyką. W ramach tego działu fizycy komputerowi prowadzą badania np. nad środowiskami rozproszonych obliczeń naukowych, pakietami obliczeń symbolicznych, tworzeniem wyspecjalizowanych kompilatorów, bibliotek i środowisk laboratoryjnych, zagadnieniami telekomunikacji, grafiki komputerowej (teoria koloru) oraz nowoczesnego budownictwa (np. projektowanie przy użyciu algorytmów genetycznych) i inżynierii.
Fizycy komputerowi zajmują się również niestandardowymi metodami rozwiązywania pewnych problemów – m.in. z zastosowaniem sieci neuronowych, algorytmów genetycznych i systemów logiki rozmytej. W odniesieniu do tych zagadnień osiągnięto już wiele dobrych wyników – głównie na polu komputerowego wspomagania projektowania leków, bioinformatyki (sekwencjonowanie DNA, badanie roli białek) i metod wspomagania projektowania budowli.

## Podsumowanie
Fizykę komputerową można traktować jako trzeci dział fizyki, obok fizyki doświadczalnej i teoretycznej. Jej metoda łączy ze sobą powtarzalność obliczenia teoretycznego z nieprzewidywalnością doświadczenia. We wrześniu 1990 na konferencji w Amsterdamie stwierdzono: „fizyka komputerowa to fizyka teoretyczna studiowana metodami eksperymentalnymi”.
Fizyka komputerowa jest rozległą dziedziną, której obszar zainteresowań zachodzi na wiele nauk jednocześnie. Dlatego na każdym uniwersytecie fizycy komputerowi uważani są za bardzo cennych pracowników. Fizyka komputerowa nie jest popularną dziedziną nauki z racji konieczności szerokiego wykształcenia jej adeptów (w ramach fizyki, informatyki, matematyki i elektroniki).